# Єкимцево (Псковська область)
Єкимцево (рос. Екимцево) — присілок в Опочецькому районі Псковської області Російської Федерації.
Населення становить 1 особу. Входить до складу муніципального утворення Пригородна волость.

## Історія
Від 2015 року входить до складу муніципального утворення Пригородна волость.

## Населення
| 2001 | 2002 | 2010 | 2012 | 2013 | 2014 | 2015 |
| ---- | ---- | ---- | ---- | ---- | ---- | ---- |
| 2    | ↗3   | ↘2   | ↘1   | →1   | →1   | →1   |
| 2016 |      |      |      |      |      |      |
| →1   |      |      |      |      |      |      |